# Verónica Tapia
Verónica Tapia-Carreto (nascida em 12 de janeiro de 1962) é uma compositora mexicana, residente no Canadá há muitos anos.
Natural de Puebla, Puebla, Tapia foi educada no Taller de Composición de Federico Ibarra Groth e no Conservatório Nacional de Música. Mais tarde, ela estudou na Universidade Johns Hopkins. Na Universidade de York, sua supervisora foi Nicola LeFanu; ela obteve seu mestrado lá em 1996. Em 2006, recebeu o título de doutora pela Universidade de Calgary, onde posteriormente lecionou. Desde então, integrou o corpo docente do conservatório da Mount Royal University. Ela compôs música de câmara e obras para crianças, além de peças para orquestra; também escreveu música eletroacústica e música computacional